# Ельвана Джата
Ельвана Джата (алб. Elvana Gjata; нар.. 3 лютого 1987 року, Тирана, Албанія), також відома як Ельвана (алб. Elvana) — албанська співачка, авторка пісень, композиторка, акторка та підприємиця. Для неї характерне використання різних музичних стилів протягом усієї музичної професійної кар'єри.
Ельвана здобула визнання в албаномовному світі завдяки випуску двох студійних альбомів — «Mamës» (2007) та «Afër dhe larg» (2011), для яких характерні музичні стилі ар-н-бі і денс-поп. Пізніший її альбом «3» (2018) містить більше елементів сучасного попроку та балканської народної музики.
Станом на грудень 2019 року її відео зібрали понад 664 млн переглядів на YouTube, що робить Ельвану однією з найпопулярніших виконавців албанської музичної індустрії. Вона також є однією з найпопулярніших персон Instagram в Албанії, Косово та інших албаномовних територіях. Ельвана була удостоєна численних музичних нагород і премій, зокрема Balkan Music Awards, Festivali i Këngës, Kenga Magjike і Top Fest. Вона також перемогла у третьому сезоні албанської версії програми «Танці з зірками».

## Біографія і кар'єра

### 1987—2004
Ельвана Джата народилася 3 лютого 1987 року в албанській католицькій сім'ї в Тирані, столиці тодішньої Народної Республіки Албанії. Її батько Фатмір служив у Збройних силах Албанії більше 20 років. Її старша сестра Мігена також є співачкою (сопрано), зробила музичну кар'єру в Німеччині. Ельвана навчалася на кінорежисера в Університеті мистецтв Албанії в Тирані. Описуючи свою юність, вона зазначила, що виросла в бідній, але щасливій родині.

### 2005—2012
Ельвана у 14-річному віці проходила відбір на албанське шоу талантів «Ethet e së premtes mbrëma». Через рік вона брала участь у «Festivali i Këngës» з піснею «Pranë Teje», яку вона присвятила Богу. У 2004 році вона випустила свій перший сингл «Të Kam Xhan», написаний для її участі в «Kenga Magjike» своїм майбутнім колегою і менеджером Флорі Мумаєсі. Незабаром після цього вона почала працювати над своїм дебютним альбомом «Mamës». З тих пір вона двічі брала участь у цьому конкурсі, в тому числі в 2007 році і в 2009 році, посівши третє місце з піснею «Ku Jeton Dashuria» в 2007 році і друге в 2009 році з композицією «Dhe Zemra Ndal».
У 2011 році Ельвана випустила свій другий студійний альбом «Afër dhe Larg» з 15 треками, включаючи однойменний сингл «Afër dhe Larg». Останній приніс Ельвані її перші премії Balkan Music Awards за найкращу албанську пісню року, найкраще музичне відео на Балканах і найкращу пісню на Балканах. Тоді ж вона перемогла на Top Fest з піснею «Me Ty», яку присвятила своїй подрузі Ельсіні Гідерше, загиблій в автокатастрофі того ж року.
У 2012 році Ельвана випустила сингл під назвою «Gjaku im» (Моя кров), який супроводжувався музичним кліпом і був створений на честь 100-річчя незалежності Албанії. Прем'єра кліпу відбулася 28 квітня 2012 року і містила потужне послання албанському народу. Протягом цього року співачка з'являлася в багатьох албанських рекламних проєктах, і вона стала обличчям Tring Digital на Albanian TV platform і TEB Bank. Ельвана згадувала в інтерв'ю, що танці стали її другою пристрастю. Вона була запрошена взяти участь у третьому сезоні албанської версії Танців з зірками. Її партнером був Герді. Вона була фаворитом цього шоу з самого початку і в підсумку перемогла.

### 2013—2016
На початку 2013 року Ельвана записала п'ять акустичних живих сесій. Протягом року вона випустила чотири нових сингли: «Fake», «Fake (Remix)», «Beso» (Believe) за участі 2po2 і «1990» (з участю MC Kresha). Сингл «Fake» був написаний самою Ельваною, в якому вона торкнулася поточних проблем в Албанії. Пісня мала великий успіх у соціальних мережах і була названа «Top Dance Track» на Deezer, обійшовши таких відомих виконавців, як Девід Гетта, Swedish House Mafia і багатьох інших. Сингл також досяг 12-й позиції в найкращих треках Deezer, обійшовши Дженніфер Лопес, Емелі Санде і Ріанну. Пізніше співачка випустила ремікс на нього у співпраці з Флорі Мумаєсі, KAOS та P. I. N. T.
Ельвана була номінована на чотири нагороди на Videofest Awards за сингл «Beso» з 2Po2, де вона перемогла у двох номінаціях. Влітку того ж року вона виступала в турі по албаномовним територіям, а також Швейцарії, Німеччині та країнах Скандинавії.
На початку 2014 року Ельвана випустила свій сингл «Disco House», який зайняв перше місце в чартах MYMUSIC TV і став однією з найуспішніших албанських пісень 2014 року. Пізніше було оголошено, що співачка стала обличчям «Albtelecom». Влітку того ж року Ельвана випустила ще один сингл під назвою «Puthe» (Поцілунок). Він мав комерційний успіх в Албанії, в тому числі і в соціальних мережах.

### 2017— дотепер
Після кількох місяців, проведених у США, Ельвана розпочала співпрацю з такими відомими музичними діячами, як американський продюсер Poo Bear і французький діджей Девід Гетта. У лютому 2017 року вона взяла участь у 59-й церемонії «Греммі» в Лос-Анджелесі за запрошенням Poo Bear. У червні 2017 року вона випустила свій перший англомовний сингл «Forever Is Over», який зайняв перше місце в Албанії. Кілька місяців тому, у лютому 2018 року, відбулася прем'єра її другого міні-альбому «3». У квітні того ж року Poo Bear випустив свій дебютний студійний альбом «Poo Bear Presents Bearthday Music», включивши туди спільну з Ельваною пісню «Shade». У тому ж місяці вона записала з американським репером Ty Dolla Sign свій наступний сингл «Off Guard», який досяг 27-го місця в Албанії.
У червні 2019 року Ельвана вдруге співпрацювала з албанським репером T Capital, записавши з ним композицію «Fustani», яка посіла перше місце в Албанії. Цьому передував сингл «Meine Liebe» за участю німецько-албанського співака Ардіана Буюпі, пісня посіла 73-е місце в Швейцарії. У серпні 2019 року Ельвана випустила свій наступний сингл «A el don» і виступила на фестивалі Sunny Hill в Приштині, розділивши сцену з іншими відомими артистами, такими як Майлі Сайрус, Кельвін Гарріс і Дуа Ліпа. У жовтні 2019 року Албанська телерадіомовна компанія Radio Televizioni Shqiptar оголосила Ельвану однією з 20 учасниць, відібраних для участі у 58-му Festivali i Këngës з піснею «Me Tana». Згодом вона стала фаворитом букмекерських контор і вболівальників, проте в підсумковому фіналі посіла друге місце, набравши максимальну кількість балів від міжнародного журі.

## Образ і стиль
Музична діяльність і модний образ Ельвани широко висвітлюються засобами масової інформації по всій Албанії та в албаномовному світі. Її музичний стиль часто визначається як ар-н-бі і поп, але її музика включає і безліч інших музичних жанрів, таких як EDM, фолк-поп, данс-поп, фанк, поп-рок і соул. Сама співачка вважає албанських жінок-музикантів Ваче Зела, Парашкеви Сімаку, Аурелу Гаче і Неджміє Пагаруша найважливішими для ствоєї творчості.

## Дискографія
- Mamës (2007)
- Afër dhe Larg (2011)
- Acoustic Live Session (2013)
- 3 (2018)